# Comuna de Czerniewice
Czerniewice (polaco: Gmina Czerniewice) é uma gminy (comuna) na Polónia, na voivodia de Lodz e no condado de Tomaszowski (łódzki).
De acordo com os censos de 2004, a comuna tem 5144 habitantes, com uma densidade 40,3 hab/km².

## Área
Estende-se por uma área de 127,73 km², incluindo:
- área agricola: 66%
- área florestal: 28%